# Шерботешти (Васлуј)
Шерботешти (рум. Șerbotești) насеље је у Румунији у округу Васлуј у општини Солешти. Oпштина се налази на надморској висини од 131 m.

## Становништво
Према подацима из 2002. године у насељу је живело 862 становника, од којих су сви румунске националности.